# Liesbet Sommen
Liesbet Sommen (Turnhout, 13 aprile 1984) è una politica belga fiamminga, europarlamentare per la X legislatura.

## Biografia
Nata a Turnhout nel 1984, vive a Sint-Katelijne-Waver e ha due figli biologici e tre figliastre. Si è formata alla Katholieke Universiteit Leuven dove si è laureata in scienze politiche. Ha lavorato presso l'istituto assicurativo Christelijke Mutualiteit e come formatrice presso l'organizzazione non governativa KlimaatContact.

## Carriera politica
Appartenente ai Cristiano-Democratici e Fiamminghi, è stata membro del suo gruppo parlamentare al Senato e in seguito è entrata nei gabinetti politici di Steven Vanackere, Pieter De Crem e Kris Peeters.
Nel 2024 si è candidata alle elezioni europee nella lista dei Cristiano-Democratici e Fiamminghi e, in seguito al voto, è stata eletta europarlamentare per la X legislatura.